# Helluomorphoides unicolor
Helluomorphoides unicolor es una especie de escarabajo del género Helluomorphoides, tribu Helluonini, familia Carabidae. Fue descrita científicamente por Brullé en 1838.
Habita en ecosistemas terrestres y se distribuye por América del Sur, en Bolivia, Brasil, Ecuador y Perú.